# Tillandsia elvirae-grossiae
Tillandsia elvirae-grossiae är en gräsväxtart som beskrevs av Werner Rauh. Tillandsia elvirae-grossiae ingår i släktet Tillandsia och familjen Bromeliaceae. Inga underarter finns listade i Catalogue of Life.